# Tila
Tila (lat. Argyrolobium), rod grmova i zeljastog bilja iz porodice mahunarki smješten u tribus Genisteae. Pripada mu 80 vrsta rasprostranjenih od Mediterana na istok sve do Indije, kao i po afričkom kontinentu.
U Hrvatskoj rastu tri vrste, srebrnasta (Argyrolobium zanonii) i Bibersteinova tila (Argyrolobium biebersteinii)., te endem dalmatinski žest ili Argyrolobium dalmaticum (Vis.) Asch. & Graebn., sinonim mu je Dalmatocytisus dalmaticum (Vis.) Trinajstić.

## Vrste
1. Argyrolobium aciculare Dümmer
2. Argyrolobium aegacanthoides (Vved.) Moteetee
3. Argyrolobium aequinoctiale Welw. ex Baker
4. Argyrolobium amplexicaule (E.Mey.) Dümmer
5. Argyrolobium angustissimum (E.Mey.) T.J.Edwards
6. Argyrolobium arabicum (Decne.) Jaub. & Spach
7. Argyrolobium argenteum (Jacq.) Eckl. & Zeyh.
8. Argyrolobium armindae Marrero Rodr.
9. Argyrolobium ascendens (E.Mey.) Walp. ex Harms
10. Argyrolobium baptisioides (E.Mey.) Walp.
11. Argyrolobium barbatum (Meisn.) Walp.
12. Argyrolobium barikotense Rech.f.
13. Argyrolobium biebersteinii P.W.Ball
14. Argyrolobium campicola Harms
15. Argyrolobium candicans Eckl. & Zeyh.
16. Argyrolobium catatii (Drake) A.G.Peltier
17. Argyrolobium collinum Eckl. & Zeyh.
18. Argyrolobium confertum Polhill
19. Argyrolobium crassifolium (E.Mey.) Eckl. & Zeyh.
20. Argyrolobium crinitum (E.Mey.) Walp.
21. Argyrolobium crotalarioides Jaub. & Spach
22. Argyrolobium dalmaticum (Vis.) Asch. & Graebn.
23. Argyrolobium dimidiatum Schinz
24. Argyrolobium eremophyllum Boiss.
25. Argyrolobium eylesii Baker f.
26. Argyrolobium filiforme (Thunb.) Eckl. & Zeyh.
27. Argyrolobium fischeri Taub.
28. Argyrolobium flaccidum (Wall. ex Royle) Jaub. & Spach
29. Argyrolobium friesianum Harms
30. Argyrolobium frutescens Burtt Davy
31. Argyrolobium harmsianum Schltr. ex Harms
32. Argyrolobium harveyanum Oliv.
33. Argyrolobium humile E.Phillips
34. Argyrolobium incanum Eckl. & Zeyh.
35. Argyrolobium itremoense Du Puy & Labat
36. Argyrolobium lanceolatum (E.Mey.) Eckl. & Zeyh.
37. Argyrolobium lancifolium Burtt Davy
38. Argyrolobium longifolium (Meisn.) Walp.
39. Argyrolobium lotoides Harv.
40. Argyrolobium lunare (L.) Druce
41. Argyrolobium macrophyllum Harms
42. Argyrolobium marginatum Bolus
43. Argyrolobium megarrhizum Bolus
44. Argyrolobium microphyllum Ball
45. Argyrolobium molle Eckl. & Zeyh.
46. Argyrolobium mucilagineum Blatt.
47. Argyrolobium muddii Dümmer
48. Argyrolobium muirii L.Bolus
49. Argyrolobium nanum Schltr. ex Harms
50. Argyrolobium nigrescens Dümmer
51. Argyrolobium pachyphyllum Schltr.
52. Argyrolobium parviflorum T.J.Edwards
53. Argyrolobium patens Eckl. & Zeyh.
54. Argyrolobium pauciflorum Eckl. & Zeyh.
55. Argyrolobium pedunculare Benth.
56. Argyrolobium petiolare (E.Mey.) Steud.
57. Argyrolobium polyphyllum Eckl. & Zeyh.
58. Argyrolobium pseudotuberosum T.J.Edwards
59. Argyrolobium pulvinatum Rech.f.
60. Argyrolobium pumilum Eckl. & Zeyh.
61. Argyrolobium purpurascens Blatt.
62. Argyrolobium ramosissimum Baker
63. Argyrolobium rarum Dümmer
64. Argyrolobium robustum T.J.Edwards
65. Argyrolobium roseum (Cambess.) Jaub. & Spach
66. Argyrolobium rotundifolium T.J.Edwards
67. Argyrolobium rupestre (E.Mey.) Walp.
68. Argyrolobium saharae Pomel
69. Argyrolobium sandersonii Harv.
70. Argyrolobium sankeyi Dümmer
71. Argyrolobium schimperianum Hochst.
72. Argyrolobium sericeum (A.Spreng.) Eckl. & Zeyh.
73. Argyrolobium sericosemium Harms
74. Argyrolobium speciosum Eckl. & Zeyh.
75. Argyrolobium splendens (E.Mey.) Walp.
76. Argyrolobium stenophyllum Boiss.
77. Argyrolobium stipulaceum Eckl. & Zeyh.
78. Argyrolobium stolzii Harms
79. Argyrolobium strigosum Blatt.
80. Argyrolobium summomontanum Hilliard & B.L.Burtt
81. Argyrolobium sutherlandii Harv.
82. Argyrolobium tomentosum (Andrews) Druce
83. Argyrolobium tortum Suess.
84. Argyrolobium transvaalense Schinz
85. Argyrolobium trigonelloides Jaub. & Spach
86. Argyrolobium tuberosum Eckl. & Zeyh.
87. Argyrolobium uniflorum (Decne.) Jaub. & Spach
88. Argyrolobium vaginiferum Harms
89. Argyrolobium velutinum Eckl. & Zeyh.
90. Argyrolobium wilmsii Harms
91. Argyrolobium zanonii (Turra) P.W.Ball

## Sinonimi
- Calispepla Vved.
- Chasmone E.Mey.
- Dalmatocytisus Trinajstic
- Diotolotus Tausch
- Gamochilum Walp.
- Lotophyllus Link
- Macrolotus Harms
- Tephrothamnus Sweet ex Hiern
- Trichasma Walp.